# Nicholas Kurti
Nicholas Kurti, Hongaars: Kürti Miklós, (Boedapest, 14 mei 1908 - Oxford, 24 november 1998) was een van origine Hongaarse natuurkundige die het grootste deel van zijn leven in de Engelse stad Oxford woonde en werkte.

## Wetenschappelijke carrière
Kurti ging in zijn geboortestad Boedapest naar het Minta Gymnasium, maar anti-Joodse wetten dwongen hem om Hongarije te verlaten. Hij studeerde natuurkunde aan de Sorbonne in Parijs, en promoveerde in 1931 magna cum laude in Berlijn bij professor Franz Simon op een proefschrift over lage-temperatuur fysica. Toen Adolf Hitler aan de macht kwam, ontvluchtten Simon and Kurti Duitsland, en vonden in Engeland werk aan het Clarendon Laboratory van de Universiteit van Oxford.
Tijdens de Tweede Wereldoorlog werkte Kurti aan het Manhattanproject, en keerde in 1945 terug naar Oxford. In 1956 voerden Simon and Kurti een experiment uit waarbij de uiterst lage temperatuur van een microkelvin werd bereikt. Dit werk trok wereldwijde aandacht, en Kurti werd datzelfde jaar gekozen als lid van de Royal Society. Tussen 1965 en 1967 was hij vicevoorzitter van dit wetenschappelijke genootschap.
In 1967 werd Kurti in Oxford hoogleraar in de natuurkunde, een leerstoel die hij tot zijn emeritaat in 1975 bekleedde. Hij was tevens gasthoogleraar aan het City College in New York, de University of California, Berkeley, en Amherst College in Massachusetts. Tot het einde van zijn leven bleef hij actief en bezocht met grote regelmaat het Clarendon Laboratory.

## Gastronomie
Zijn liefhebberij was koken, en hij was een enthousiast voorstander van het gebruik van wetenschappelijke kennis bij het oplossen van culinaire problemen. Zijn grote voorbeeld daarbij was Sir Benjamin Thompson (Count Rumford) die in 1778 lid werd van de Royal Society en zich naast zijn wetenschappelijke carrière inzette voor de toepassing van wetenschappelijke kennis in het dagelijks leven. (Thompson publiceerde in 1794 een essay onder de titel Remarks and Observations relating to the various Processes of Cooking and proposals for improving this most useful art).
Op 14 maart 1969 gaf Kurti voor de Royal Society een lezing onder de titel The physicist in the kitchen, waarbij hij zijn publiek verbaasde met het gebruik van de toen net uitgevonden magnetron waarin hij een omgekeerde Omelette sibérienne (reverse Baked Alaska, of: Frozen Florida) maakte: van buiten koud, heet van binnen. Bij deze lezing deed hij zijn klassiek geworden uitspraak: "I think it is a sad reflection on our civilization that while we can and do measure the temperature in the atmosphere of Venus we do not know what goes on inside our soufflés" (ik vind het een treurig beeld van onze beschaving geven dat we in staat zijn om de temperatuur van de atmosfeer van Venus te meten, maar niet weten wat er gebeurt in het binnenste van onze soufflés), waarmee hij refereerde aan het aforisme van zijn andere voorbeeld, Jean Anthelme Brillat-Savarin: "La découverte d’un mets nouveau fait plus pour le bonheur du genre humain que la découverte d’une étoile" (de ontdekking van een nieuw gerecht schenkt de mensheid meer geluk dan de ontdekking van een ster).
In 1986 vroeg Kurti de leden van de Royal Society hem hun recepten toe te sturen: alles over eten en drinken was goed, hoe raar of vreemd dan ook. Met zijn vrouw Giane redigeerde hij de reacties en bundelde ze onder de titel But the crackling is superb, verwijzend naar de opmerking van chef-kok Michel Roux, die na het proeven van een met ananassap vermalst varkensgebraad zei: "I prefer the end which has not been tenderized, but the crackling is superb."
Vanaf 1988 organiseerde hij samen met de fysisch-chemicus Hervé This drie internationale workshops over Molecular and Physical Gastronomy (zie moleculaire gastronomie). De vierde, in 1999, vond plaats ter nagedachtenis aan Kurti.

## Culinaire publicaties
- Nicholas Kurti (1969) The Physicist in the kitchen. Proceedings of the Royal Institution of Great Britain 42:451-467.
- Nicholas Kurti & Giana Kurti (1988) But the crackling is superb: an anthology on food and drink by fellows and foreign members of the Royal Society. Bristol: Adam Hilger